# Tour de Francia 1924
El Tour de Francia de 1924 fue la 18.ª edición del Tour de Francia y se disputó entre el 22 de junio y el 20 de julio de 1924, sobre un recorrido de 5.425 km, distribuidos en 15 etapas. La carrera fue ganada por el italiano Ottavio Bottecchia, a una velocidad media de 24,250 km/h y con más de media hora de diferencia respecto al segundo clasificado, el luxemburgués Nicolas Frantz. Bottecchia fue el primer italiano en ganar el Tour de Francia, así como el primero en liderar la carrera desde la primera hasta la última etapa. De los 157 ciclistas que tomaron la salida, solo 60 finalizaron la carrera.
Esta fue la última edición con el formato de 15 etapas, iniciado en 1910. Uno de los hechos más destacables fue el abandono del vigente campeón, Henri Pélissier, durante la tercera etapa, por un nuevo enfrentamiento con el organizador del Tour, Henri Desgrange.
Por primera vez, dos ciclistas españoles acababan la carrera. Fueron el catalán Jaime Janer y el cántabro Victorino Otero, que terminarían en la posición 30 y 42 respectivamente.

## Cambios respecto a la edición anterior
El 1923 se habían introducido las bonificaciones de dos minutos para el vencedor de cada etapa. Esta se consideraba insuficiente, y en esta edición se aumentó a tres minutos.
Al finalizar el Tour de Francia de 1923 el vencedor Henri Pélissier dijo que el segundo clasificado, Bottecchia, acabaría ganando la carrera.

## Participantes
Entre los participantes en este Tour había varios ganadores pasados y futuros, incluyendo el defensor de la victoria, Henri Pélissier (1923), Philippe Thys (1913, 1914, 1920), Lucien Buysse (1926) y Nicolas Frantz (1927, 1928).
Nuevamente se dividieron los ciclistas en tres categorías: la "primera categoría", los mejores ciclistas, la "segunda categoría", ciclistas de menor nivel, pero aún patrocinados, y los  touriste-routiers , o cicloturistas, casi-amateurs . Omer Huyse ganaría en la segunda categoría, mientras que Ottavio Pratesi lo haría en cicloturistas.
Jaime Janer pudo tomar la salida en el Tour gracias a los aportes desinteresados hechos en diferentes suscripciones populares, con los que se consiguieron más de 4600 pesetas.

## Recorrido
El Tour de Francia de 1924 fue el último en que se utilizó formato de carrera iniciado en 1910: quince etapas con un recorrido superior a los 5.000 km, siguiendo el perímetro de Francia con el sentido contrario a las agujas del reloj, con salida y llegada a París. Respecto a la edición anterior solo se modifica una entrada y Gex sustituye a Ginebra como villa de llegada y salida de una etapa.

## Desarrollo de la carrera

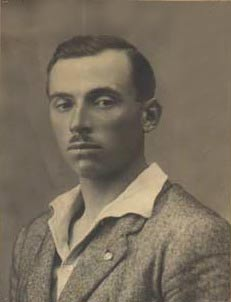
Ottavio Bottecchia, vencedor del Tour de Francia de 1924, en los años 20.

La primera etapa fue ganada por el italiano Ottavio Bottecchia, que se impuso al sprint en un grupo de 17 ciclistas y consiguió el liderato.
En 1924 existía una norma que decía que todos los ciclistas tenían que acabar la etapa con la misma ropa con la que la habían iniciado y los jueces sospecharon que Pélissier comenzaba las frías madrugadas con varias camisetas, y a medida que calentaba el sol se las iba sacando. La norma había sido introducida en 1920, cuando todos los ciclistas eran patrocinados por el grupo  la Sportive, para así tratar de evitar el desperdicio de material. Pélissier se opuso a la norma, aduciendo que las camisetas que llevaba eran suyas, y no le habían sido proporcionadas por ningún patrocinador.
Al inicio de la tercera etapa, un oficial del Tour comprobó cuántos jerséis llevaba Henri Pélissier. Pélissier se enfadó, y decidió que no empezaría la etapa. Aunque finalmente comenzó la etapa, se retiró a la altura de Coutances, junto con su hermano Francis Pélissier y el compañero de equipo Maurice Ville. Los tres ciclistas se reunieron con el periodista Albert Londres, del  Le Petit Parisien , 
a quien expusieron las duras condiciones en las que debían correr los ciclistas. En esta tercera etapa, que terminó en un circuito, Theophile Beeckman cruzó la línea de meta en primera posición, pero la campana que indicaba el inicio de la última vuelta no sonó. Luego Philippe Thys, tras una reclamación, fue considerado vencedor ex aequo por los jueces.
Durante las cinco primeras etapas los ciclistas finalizaron agrupados y las bonificaciones de tres minutos para el vencedor fueron las únicas diferencias que se establecieron. Después de la tercera y cuarta etapa Bottecchia tenía mismo el tiempo que Beeckman, aunque Bottecchia era el que llevaba el maillot amarillo de líder. En las etapas pirenaicas, en las que debían superar los puertos del Col d'Aubisque, Tourmalet, Aspin, Peyresourde,  Ares, Col de Portet-d'Aspet y Puymorens, Bottecchia consolidó el liderato, con un margen de 50 minutos sobre el segundo clasificado, Nicolas Frantz.
El dominio de Bottecchia en los Alpes no fue tan contundente, perdiendo una quincena de minutos respecto a Frantz entre la décima y decimotercera etapas; un tiempo insuficiente para poner en peligro la victoria final. En la decimotercera etapa Bottecchia topó con un perro y cayó. 
Nicolas Frantz intentó recuperar tiempo, pero no lo consiguió.
En la penúltima etapa el italiano Giovanni Brunero tuvo que abandonar cuando ocupaba la tercera posición en la general. Al comenzar la última etapa, Bottecchia superaba a Frantz en 32 minutos. Bottecchia ganó la última etapa en París, y la diferencia aumentó hasta los 35 minutos gracias a las bonificaciones.

## Etapas
| Etapa | Fecha       | Recorrido                    | Distancia (km) | Ganador            | Líder              |
| ----- | ----------- | ---------------------------- | -------------- | ------------------ | ------------------ |
| 1.ª   | 22 de junio | París - Le Havre             | 381            | Ottavio Bottecchia | Ottavio Bottecchia |
| 2.ª   | 24 de junio | Le Havre - Cherburgo         | 371            | Romain Bellenger   | Ottavio Bottecchia |
| 3.ª   | 26 de junio | Cherburgo - Brest            | 405            | Theophile Beeckman | Ottavio Bottecchia |
| 4.ª   | 28 de junio | Brest - Les Sables d'Olonne  | 412            | Félix Goethals     | Ottavio Bottecchia |
| 5.ª   | 30 de junio | Les Sables d'Olonne - Bayona | 482            | Omer Huyse         | Ottavio Bottecchia |
| 6.ª   | 2 de julio  | Bayona - Luchon              | 326            | Ottavio Bottecchia | Ottavio Bottecchia |
| 7.ª   | 4 de julio  | Luchon - Perpiñán            | 323            | Ottavio Bottecchia | Ottavio Bottecchia |
| 8.ª   | 6 de julio  | Perpiñán - Tolón             | 427            | Louis Mottiat      | Ottavio Bottecchia |
| 9.ª   | 8 de julio  | Tolón - Niza                 | 280            | Philippe Thys      | Ottavio Bottecchia |
| 10.ª  | 10 de julio | Niza - Briançon              | 275            | Giovanni Brunero   | Ottavio Bottecchia |
| 11.ª  | 12 de julio | Briançon - Ginebra           | 307            | Nicolas Frantz     | Ottavio Bottecchia |
| 12.ª  | 14 de julio | Ginebra - Estrasburgo        | 360            | Nicolas Frantz     | Ottavio Bottecchia |
| 13.ª  | 16 de julio | Estrasburgo - Metz           | 300            | Arsène Alancourt   | Ottavio Bottecchia |
| 14.ª  | 18 de julio | Metz - Dunkerque             | 433            | Romain Bellenger   | Ottavio Bottecchia |
| 15.ª  | 20 de julio | Dunkerque - París            | 343            | Ottavio Bottecchia | Ottavio Bottecchia |

## Clasificación general
Bottecchia fue el primer italiano en ganar el Tour de Francia, y el primer ciclista en llevar el mallot jaune de principio a fin de la carrera.
| Clasificación general |                    |           |                   |
| Ciclista              | Ciclista           | Categoría | Tiempo            |
| --------------------- | ------------------ | --------- | ----------------- |
| 1.º                   | Ottavio Bottecchia | 1         | 226 h 18 min 21 s |
| 2.º                   | Nicolas Frantz     | 1         | + 35 min 36 s     |
| 3.º                   | Lucien Buysse      | 1         | + 1 h 32 min 13 s |
| 4.º                   | Bartolomeo Aimo    | 1         | + 1 h 32 min 47 s |
| 5.º                   | Théophile Beeckman | 1         | + 2 h 11 min 12 s |
| 6.º                   | Joseph Muller      | 1         | + 2 h 35 min 33 s |
| 7.º                   | Arsène Alancourt   | 1         | + 2 h 41 min 31 s |
| 8.º                   | Romain Bellenger   | 1         | + 2 h 51 min 09 s |
| 9.º                   | Omer Huyse         | 2         | + 2 h 58 min 13 s |
| 10.º                  | Hector Tiberghien  | 1         | + 3 h 05 min 04 s |

| Clasificación final (11–60) |                     |                  |                    |
| Ciclista                    | Ciclista            | Categoría        | Tiempo             |
| --------------------------- | ------------------- | ---------------- | ------------------ |
| 11.º                        | Philippe Thys       | 1                | + 3 h 15 min 24 s  |
| 12.º                        | Georges Cuvelier    | 1                | + 3 h 21 min 45 s  |
| 13.º                        | Ermano Vallazza     | 1                | + 3 h 48 min 24 s  |
| 14.º                        | Jean Alavoine       | 1                | + 3 h 55 min 45 s  |
| 15.º                        | Gaston Degy         | 2                | + 5 h 11 min 48 s  |
| 16.º                        | Raymond Englebert   | 1                | + 5 h 20 min 11 s  |
| 17.º                        | Alfons Standaert    | 2                | + 5 h 41 min 48 s  |
| 18.º                        | Louis Mottiat       | 1                | + 5 h 54 min 19 s  |
| 19.º                        | Ottavio Pratesi     | Touriste-Routier | + 6 h 00 min 04 s  |
| 20.º                        | Lucien Rich         | 1                | + 6 h 26 min 21 s  |
| 21.º                        | Émile Hardy         | 2                | + 6 h 43 min 13 s  |
| 22.º                        | Henri Touzard       | Touriste-Routier | + 6 h 50 min 56 s  |
| 23.º                        | Eugène Dhers        | 2                | + 7 h 11 min 37 s  |
| 24.º                        | Henri Ferrara       | Touriste-Routier | + 7 h 44 min 31 s  |
| 25.º                        | Félix Goethals      | 1                | + 8 h 00 min 04 s  |
| 26.º                        | Maurice Arnoult     | Touriste-Routier | + 12 h 29 min 46 s |
| 27.º                        | René Wendels        | Touriste-Routier | + 13 h 15 min 14 s |
| 28.º                        | Charles Parel       | Touriste-Routier | + 14 h 50 min 28 s |
| 29.º                        | Charles Cento       | Touriste-Routier | + 15 h 16 min 18 s |
| 30.º                        | Jaime Janer         | Touriste-Routier | + 15 h 24 min 08 s |
| 31.º                        | Giovanni Rossignoli | Touriste-Routier | + 15 h 54 min 56 s |
| 32.º                        | Giuseppe Ruffoni    | Touriste-Routier | + 16 h 11 min 51 s |
| 33.º                        | Marie Aubry         | Touriste-Routier | + 16 h 52 min 38 s |
| 34.º                        | Enrico Sala         | Touriste-Routier | + 19 h 06 min 49 s |
| 35.º                        | Jean Martinet       | Touriste-Routier | + 19 h 11 min 39 s |
| 36.º                        | Luigi Vertemati     | Touriste-Routier | + 20 h 28 min 18 s |
| 37.º                        | Antoine Riera       | Touriste-Routier | + 21 h 05 min 27 s |
| 38.º                        | Paul Denis          | Touriste-Routier | + 22 h 11 min 50 s |
| 39.º                        | Jean Garby          | Touriste-Routier | + 22 h 29 min 17 s |
| 40.º                        | Henri Catelan       | Touriste-Routier | + 22 h 29 min 21 s |
| 41.º                        | Angelo Erba         | Touriste-Routier | + 23 h 22 min 06 s |
| 42.º                        | Victorino Otero     | Touriste-Routier | + 24 h 06 min 31 s |
| 43.º                        | Robert Loret        | Touriste-Routier | + 27 h 28 min 50 s |
| 44.º                        | Henri Rubert        | Touriste-Routier | + 27 h 29 min 43 s |
| 45.º                        | Félix Richard       | Touriste-Routier | + 27 h 39 min 21 s |
| 46.º                        | Vincenzo Bianco     | Touriste-Routier | + 27 h 52 min 14 s |
| 47.º                        | Emmanuele Luigi     | Touriste-Routier | + 28 h 24 min 17 s |
| 48.º                        | Maurice Protin      | Touriste-Routier | + 29 h 06 min 03 s |
| 49.º                        | Georges Kamm        | Touriste-Routier | + 29 h 08 min 30 s |
| 50.º                        | Mosè Arosio         | Touriste-Routier | + 29 h 48 min 55 s |
| 51.º                        | Lucien Prudhomme    | Touriste-Routier | + 30 h 37 min 47 s |
| 52.º                        | Augusto Rho         | Touriste-Routier | + 33 h 42 min 07 s |
| 53.º                        | Felice di Gaetano   | Touriste-Routier | + 35 h 39 min 35 s |
| 54.º                        | Alfred Hersard      | Touriste-Routier | + 36 h 42 min 45 s |
| 55.º                        | Laurent Devalle     | Touriste-Routier | + 36 h 46 min 37 s |
| 56.º                        | Henri Miège         | Touriste-Routier | + 38 h 01 min 35 s |
| 57.º                        | Adrien Toussaint    | Touriste-Routier | + 41 h 30 min 49 s |
| 58.º                        | François Chevalier  | Touriste-Routier | + 43 h 17 min 24 s |
| 59.º                        | Louis Millo         | Touriste-Routier | + 44 h 51 min 39 s |
| 60.º                        | Victor Lafosse      | Touriste-Routier | + 45 h 12 min 05 s |

## A posteriori
Pocos días después de que Henri Pélissier abandonara la carrera, envió una carta a la revista comunista Humanité, escribiendo que él aceptaba "el cansancio, el sufrimiento y el dolor" como parte de la profesión de ciclista, pero que quería ser tratado como un ser humano. Desgrange, organizador del Tour, mantuvo la fórmula de hacer que los ciclistas corrieran de manera individual hasta el 1930, cuando aceptó que los ciclistas se unieran en equipos e introdujo los equipos nacionales.
El número de etapas creció durante los siguientes años. Así, en 1925 los ciclistas fueron de Brest en Bayonne en dos etapas, corriendo unos 900 km en total. En 1926 este mismo recorrido se hizo en cuatro etapas. Con etapas más cortas, ya no había que tomar la salida de madrugada.
Bottecchia ganaría el Tour de Francia de nuevo en 1925. El subcampeón, Nicolas Frantz, ganaría los de 1927 y 1928, repitiendo en 1928 la hazaña de Bottecchia de 1924 al llevar el maillot amarillo de principio a fin de la carrera.